# Kamelull

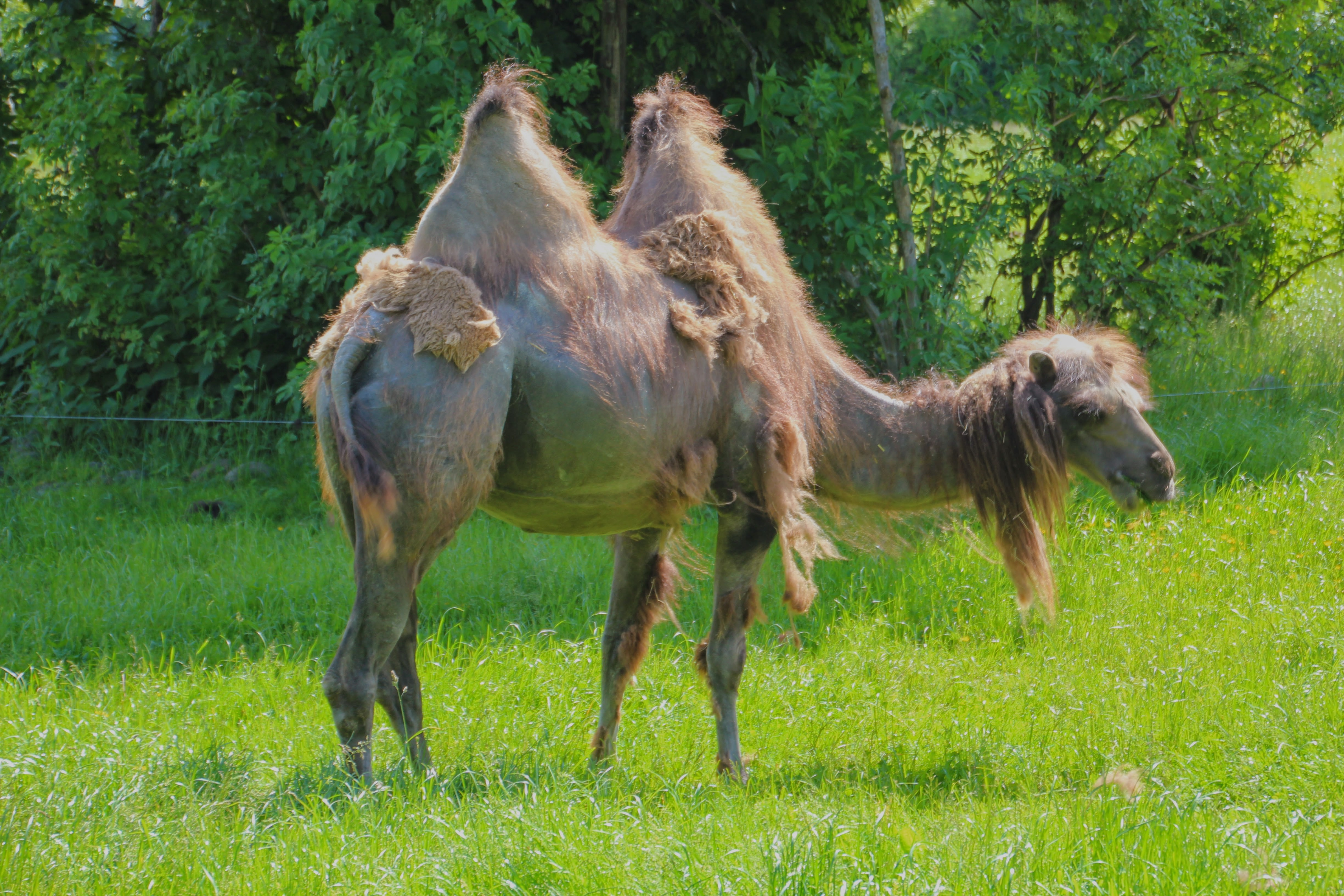
En kamel fäller hår på Givskud Zoo i Jylland, Danmark.

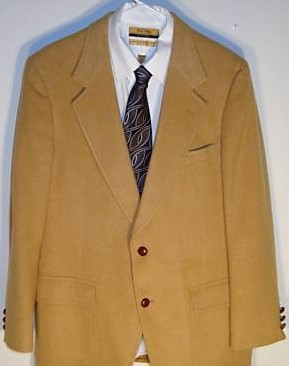
En blazer tillverkad av kamelull.

Kamelull (kamelhår). Den fina kamelullen kommer från den tvåpuckliga kamelen som lever på västra Kinas högslätter och i yttre delen av Mongoliet. Mot det råa klimatet och den extrema kylan skyddar djuren sig genom det ytterst fina bottenhåret i sin päls. I regel klipper man inte kamelullen utan djuren släpper den ifrån sig på våren i form av stora tussar. Dessa sorteras sen efter finhet. En fullvuxen kamel producerar årligen ca. 5 kg ull. Eftersom kamelhåret inte genom sortering helt kan befrias från de grova täckhåren bearbetas det ofta i en komplicerad rensningsanläggning. Den därvid förädlade kamelullen är mycket lätt och uppskattas för sin gyllene glans och för sin varma känsla. 